# Abraham Wuchters
Abraham Wuchters (1608-23 de mayo de 1682) fue un pintor y grabador holandés establecido en Dinamarca. Junto con Karel van Mander III fue uno de los pintores favoritos de la corona, la nobleza y la burguesía danesas, representando la influencia predominante del Siglo de oro neerlandés en el arte barroco danés.

## Biografía
Nació en Amberes en 1608. Viajó a Dinamarca en 1638 y trabajó como maestro de dibujo en la Academia Sorø. Poco después fue convocado a Copenhague donde pintó varios retratos del rey Cristián IV de Dinamarca. En 1645, regresó al Castillo de Copenhague para retratar a los hijos del rey, incluyendo a Cristián Irik Gyldenløve (c. 1645, Galería Nacional de Dinamarca) y el Duque Federico III (c. 1645, Palacio de Amalienborg).
En dos periodos, entre 1658 y 1662, trabajó en la corte real de Suecia en Estocolmo, donde retrató a la reina Cristina de Suecia (1660, Universidad de Upsala y en 1661, Palacio Real de Estocolmo), a Carlos X Gustavo y a Leonor de Holstein-Gottorp.
Regresó a Dinamarca, donde Wuchters fue llamado por Federico III, quién estableció Dinamarca como una monarquía absoluta en 1660, con la responsabilidad de preservar sus pinturas. 
En 1671 el nuevo rey, Cristián V, le nombró oficialmente Pintor de la Corte danesa y en 1673 fue nombrado también de manera oficial, grabador de la misma corte. Era, por lo tanto, el único que decidía como debía ser representado el rostro del rey absolutista.
Como pintor real, también realizaba obras decorativas en las residencias reales, como en el Castillo de Rosenborg. Entre ellos incluyen un buen fresco en el dormitorio de la rina consorte Sofía Amalia, donde está descrita como Hera, la madre de los dioses griegos.

## Galería

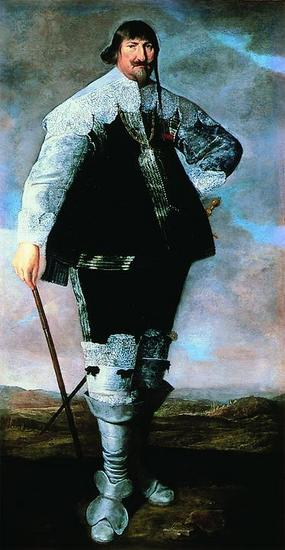
Cristián IV de Dinamarca
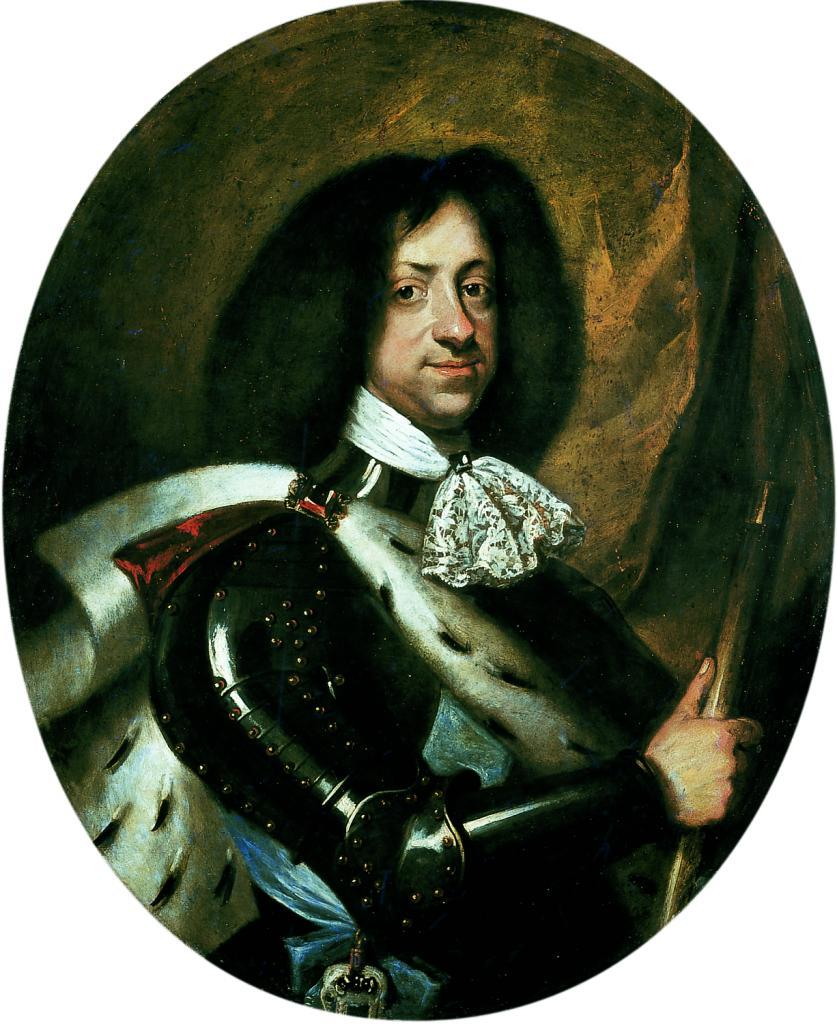
Cristián V de Dinamarca
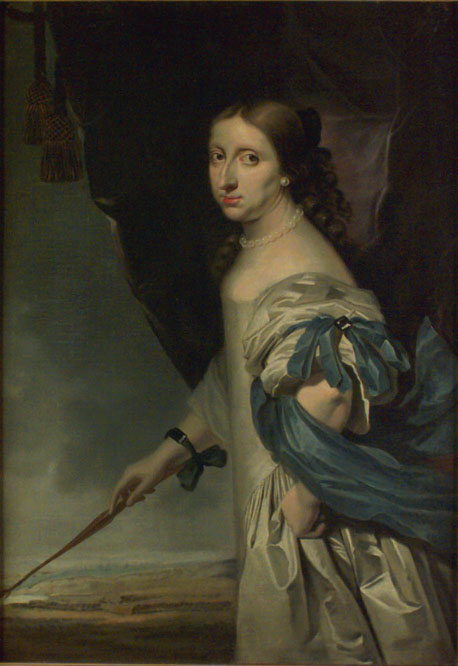
Cristina de Suecia
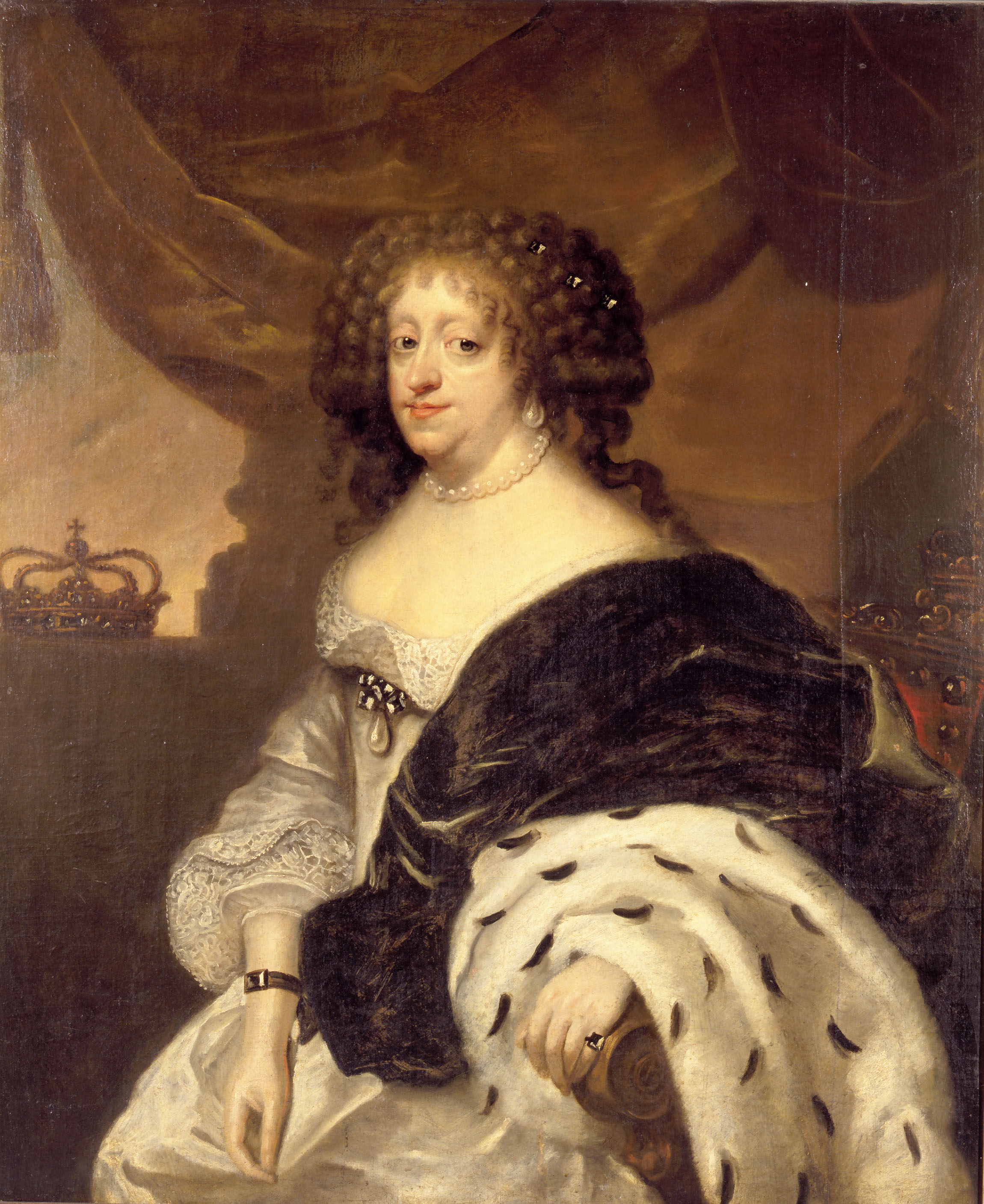
Sofía Amelia de Brunswick-Lüneburg
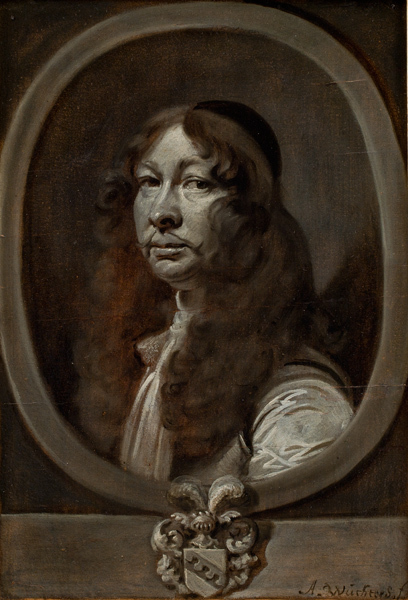
Heinrich von Delwig, coronel sueco
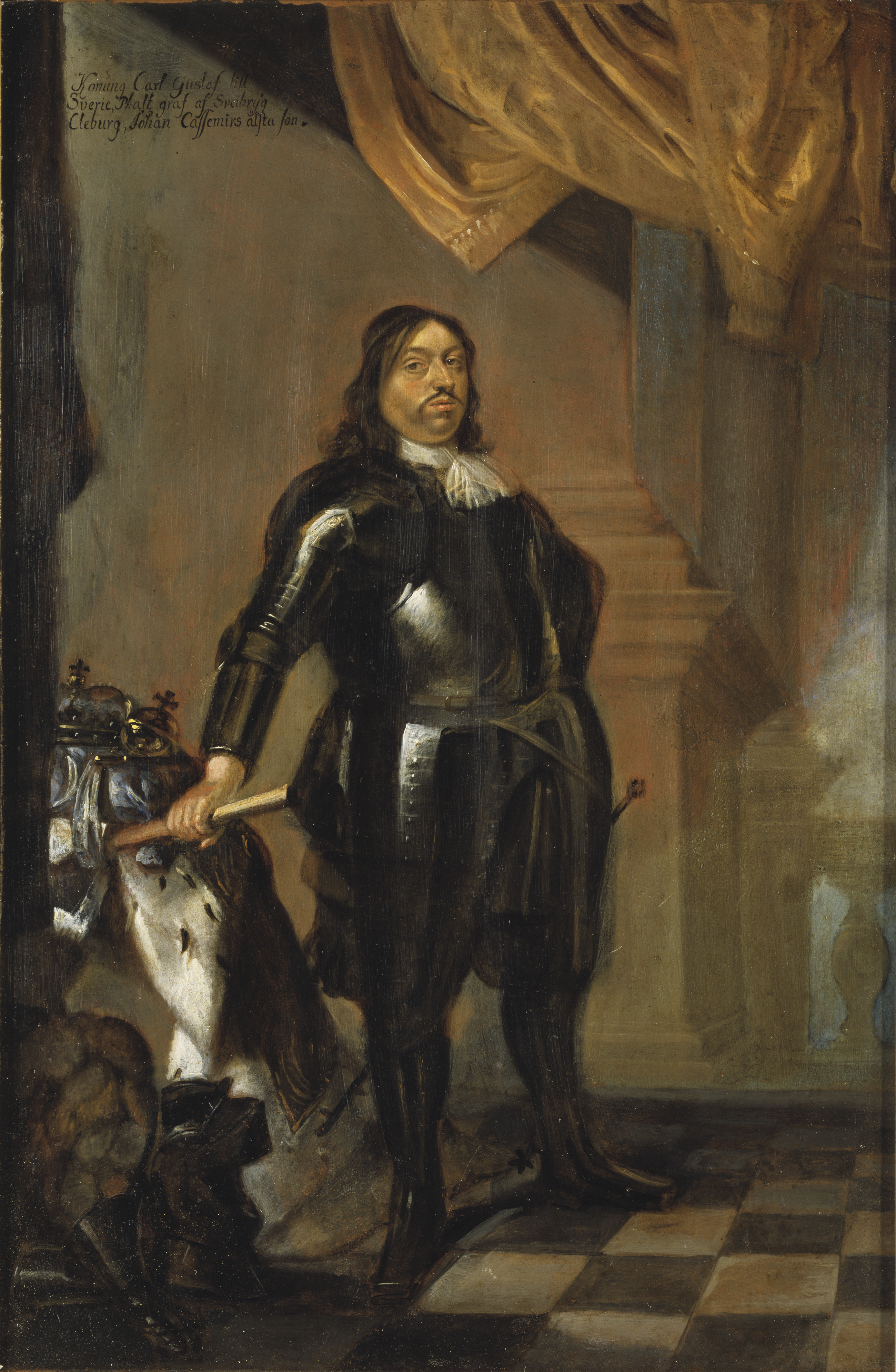
Carlos X Gustavo de Suecia